# Инаба, Маюми
Маюми Инаба (яп. 稲葉 真弓 Инаба Маюми, 8 марта 1950 года — 30 августа 2014 года) — японская писательница и поэтесса, работавшая под псевдонимом. Оригинальное имя  (яп. 稲葉 眞弓) имеет то же чтение, что и псевдоним — Маюми Инаба. Также публиковалась под псевдонимами Юми Курата (яп. 倉田 ゆみ) и Юко Курата (яп. 倉田 悠子).
Девичья фамилия — Хирано (яп. 平野). Родилась в городе Сая уезда Ама префектуры Айти (ныне — город Айсай). Окончила среднюю школу города Цусима. Начала писать стихи ещё в школьном возрасте, вдохновлённая поэзией Дзюндзабуро Нисиваки. После окончания Токийской школы дизайна работала в архитектурно-проектной компании.
Совмещала писательство с преподавательской деятельностью — работала в нескольких японских университетах. Лауреат ряда литературных наград — премии Кавабаты (2008), премии Танидзаки (2011) и других.
Умерла от рака поджелудочной железы в возрасте 64 лет.